# Melbu
Melbu är en tätort i Hadsels kommun i Nordland fylke i norra Norge. Orten ligger på den södra spetsen av ön Hadseløya i ögruppen Vesterålen och är kommunens näst största tätort efter centralorten Stokmarknes. Näringslivet domineras av fiskeindustrin.
Melbu arrangerar varje år festivalen "Sommer-Melbu", med konserter, utställningar, seminarier m.m. I orten ligger Melbu kyrka.

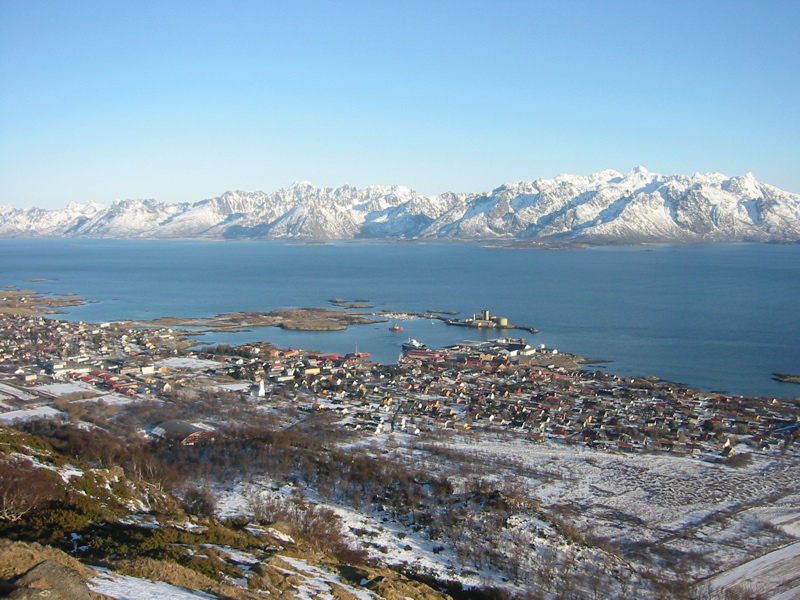
Melbu sett från Haugnyken.